# 第7回インターネット映画批評家協会賞
第7回インターネット映画批評家協会賞は2013年の映画を対象としており、2014年1月13日に発表された。

## 受賞一覧

### 最優秀ドラマ映画賞
- 『ビフォア・ミッドナイト』 (リチャード・リンクレイター監督)

### 最優秀ホラー/SF映画
- 『サプライズ』 (アダム・ウィンガード監督)

### 最優秀コメディ映画
- 『ウルフ・オブ・ウォールストリート』 (マーティン・スコセッシ監督)

### 最優秀アクション映画
- 『パシフィック・リム』 (ギレルモ・デル・トロ監督)

### 監督賞
- スパイク・ジョーンズ - 『her/世界でひとつの彼女』

### 男優賞
- ブルース・ダーン - 『ネブラスカ ふたつの心をつなぐ旅』

### 女優賞
- アデル・エグザルホプロス - 『アデル、ブルーは熱い色』

### 最優秀実験映画
- Upstream Color (シェーン・カルース監督)

### 最も過小評価されている映画
- 『オンリー・ゴッド』 (ニコラス・ウィンディング・レフン監督)

### ワースト映画賞
- 『アダルトボーイズ遊遊白書』 (デニス・デューガン監督)